# Germainaia
Germainaia је род слатководних шкољки из породице Unionidae, речне шкољке.

## Врсте
Врсте у оквиру рода Germainaia:
- Germainaia geayi (Germain, 1911)